# Neorautanenia mitis
Neorautanenia mitis là một loài thực vật có hoa trong họ Đậu. Loài này được (A.Rich.) Verdc. miêu tả khoa học đầu tiên.